# リスカーテ
リスカーテ（伊: Liscate）は、イタリア共和国ロンバルディア州ミラノ県にある、人口約4,000人の基礎自治体（コムーネ）。

## 地理

### 位置・広がり

#### 隣接コムーネ
隣接するコムーネは以下の通り。括弧内のLOはローディ県所属を示す。
- コマッツォ (LO)
- メルツォ
- セッターラ
- トルッカッツァーノ
- ヴィニャーテ

### 地震分類
イタリアの地震リスク階級 (it) では、3 に分類される
。